# سیارک ۳۴۳
سیارک ۳۴۳ (به انگلیسی: 343 Ostara، نامگذاری:1892N) سیصد و چهل و سومین سیارک کشف شده‌است که در ۱۵ نوامبر ۱۸۹۲ و در هایدلبرگ کشف شد.
قدر مطلق سیارک برابر ۱۱٫۵۶ است.